# تاجر افتراضي
اَلتَّاجِرُ اَلْاِفْتِرَاضِيُّ (بالإنجليزية: Virtual Merchant)‏ هو عبارة عن شركة وِيب ذات قناةِ وحيدةِ (تختص بالتجارة على الويب- على الإنترنت)، والتى تحصد تقريباً كُلَّ دخلها مِنْ المبيعاتِ على الإنترنتِ، فالتاجر هنا يقوم بتَقديم الصفقاتِ التجارية عن طريق بوابة الإنترنت.
يوفر فالتاجر الافتراضي المُنتَجاتَ أَو الخدمات الإلكترونية القابلة للشراء على الإنترنت، مثل بيع الكتب والموسيقى والمجلات والفيديو وتقديم الخدمات مثل توفير مساحة تخزين للعميل خلال مدة معينة مقابل رسوم مالية، أو عمل المزادات على الإنترنت، أو الترويج لسلع أو مواقع، أو عمل الإعلانات وغيرها من الخدمات التي تعود بالأرباح على التاجر الافتراضي. مثلا موقع أمازون، ويعتبر التاجر الافتراضي من أنواع بيع التجزئة الإلكتروني (E –Tailer).

## التحديات
يُواجهُ التجارُ الافتراضيين تحديات إستراتيجيةُ استثنائية من نوعها، فيَجِبُ عليهم أَنْ يَبْنوا العمل التجاري (إستراتيجية خطتهم التجارية) وعلامتهم التجارية من البداية، وبسرعة، في قناةِ جديدةِ كليَّاً (الويب)، كما يُواجهُون العديد مِنْ المنافسين التجار الافتراضيين (خصوصاً في حدود السوق التنافسية الصغيرة)(niche).
أيضا، أكثر التجارِ في هذا الصنفِ يَتبنّى إستراتيجياتَ تقليل الأسعار وتوفير الراحةِ للعميل، بالإضافة إلى الحرص على إتمام العمليات الخاصة بانجاز طلبات العملاء بفعّالَية وطرق عملية مفيدة جداً لضمان استلام الزبائنِ طلباتهم بأسرع وقت ممكن، وذلك لجذب العملاء والحفاظ على بقائهم كعملاء للشركة.
من التحديات أيضا، دخول الكثير من التجار الافتراضيين لسوق الإنترنت، نظراً لسهولة دخول السوق وقلة التكلفة وتوفر منافذ بيع كثيرة بدون وسطاء والكثير من المزايا مما يشكل خطراً على التاجر الافتراضي لكثرة المنافسين له، مما قد يؤدي إلى التنافس الشديد ولا سيما في تقليل الأسعار أو التميز في الإنتاج أو الخدمات بالتالي يرفع حدة التنافس بين التجار المتنافسين إلكترونياً.
أيضا، يستطيع التاجرُ الافتراضي عمل تخصيصات كثيرة منها الخاص بعملائه على الموقع التجاري باستخدام البرمجة والأكواد والإعدادات اللازمة على مواقعهم، للسَماح بمُعَالَجَة الصفقاتِ التجارية بالأسلوب الأفضل الذي يناسب أعمالهم التجارية الخاصة، ومنها التخصيص على مستوى المنتج أو الخدمة المقدمة.
فمثلا أمازون يشتهر بعمل تخصيص في العرض لكل عميل اعتمادا على اهتماماته ومشترياته السابقة، إذ تعتمد أمازون نظام التوصيات: (Recommendation System) فعند شراء العميل أحد الكتب، يعرض له أمازون خيارات أخرى، وكتب ذات صلة يقوم الناس بشرائها في الغالب معاً، أي أن هذا النظام زاد من مبيعات أمازون بشكل ملحوظ، دليلاً على نجاحه.

## مميزات التاجر الافتراضي وعيوبه
بما أن هذه الشركاتِ عبارة عن مخازن تتاجر على الإنترنتَ فقط، فليس من الضروري أن يَتحمّلونَ التكاليف المرتبطة ببناء وصيانة المخازنَ التجارية التقليدية (أي الموجودة للبيع التقليدي وليس للبيع على الويب)، فهذه ميزةَ، لَكنَّهم ما زالوا يُواجهونَ كلفةً كبيرةً في بناء وصيانة مواقعَ الويب، وبناء نظام البنية التحتية لانجاز الطلب (طلبات العملاء)، وأيضا عليهم تُطويّر العلامة التجاريةَ (الاسم التجاري) الخاصة بهم والتسويق لها (Brand Name of virtual merchants).
كذلك البيع باستخدام طريقة pure play أي البيع إلكترونياً فقط، والتي تساعد على رفع الأرباح وتقليل المصروفات، مثل معارض التخزين وتوفير رواتب العمال، وقلل تكلفة دخول السوق بشكل كبير جدا، وألغى الوسطاء مما مكن التاجر من عرض تجارته مباشره على الويب دون وجود وسطاء كثر مما قلل التكاليف، فلم تعد صعبة كما كان سابقاً فلا يحتاج لتقديم طلب ملف تجاري ولا دفع ضرائب ولا الكثير من الصعوبات التي يواجهها التاجر التقليدي، كما وفر له منافذ بيع أوسع مما سبق في البيع التقليدي، مما مكن التاجر الافتراضي من عرض خدماته أو بضائعه على نطاق عالمي (الإنترنت) ولأشخاص أكثر، مع توفير المعلومات التي يريدها وبشتى الوسائل بكل سهوله سواء بشكل نصي أو صوري أو متعدد الوسائط أو غير ذلك من الوسائل الإلكترونية.
لكن بالمقابل تكاليف الحصول على العملاء وجذب الزبونِ عالية جدا، ومثل كُلّ شركات البيع، تكون أرباحهم الإجمالية منخفضة (الأرباح الإجمالية هي الفرق بين سعرِ البيعَ وسعر تكلفةِ السلع بالنسبة للبائعِ). لذا يَجِبُ على هؤلاء التجار أَنْ يُنجزوا عملياتَ فعالة جداً لكي تَبقي أرباحَهم مرتفعة وتحافظ عليها، وأن يقوموا ببناء واختيار العلامة التجارية الخاصة بالشركة بِأسرع ما يمكن، وذلك لَجْذبَ عدد كافي من الزبائنَ لتَغْطية تكاليف العملياتِ التي تنجزها وتؤديها (شركات التجار الافتراضيين).
كذلك كثير من العملاء يساوره القلق تجاه الدفع الإلكتروني، من ناحية الأمان والخصوصية تخوفا من سرقة معلوماته وأمواله، مما قد يقلل بالتالي عمليات البيع إلكترونياً.
كما أصبح الآن التسويق عبر المتاجر الالكترونية من أشهر اداوت التسويق الرقمي ونجحت في ذلك كيانات عدة وأصبحت من أكبر الشركات العالمية مثل شركة (أمازون) وشركة (سوق دوت كوم) وغيرها من الشركات وكلها اعتمدت في انتشارها على التسويق الرقمي حيث أصبح التسويق الإلكتروني خدمة هامة جدا لكل الشركات والمنتجات لأنه أصبح الطريقة المثلى لاستهداف العملاء والتواصل معهم.. فالتسويق الإلكتروني من خلال الشبكة العملاقة المسماة الإنترنت ساعد في بناء علاقة قوية ومتينة مع العملاء المحتملين كما أصبح وسيلة للحفاظ على العلاقة مع العملاء الحاليين بالإضافة إلى انها وسيلة تسويقية اقل في تكلفتها من التسويق التقليدي وتعطي فرص متساوية للمنافسة مهما كان حجم شركتك فإنه يمكنك منافسة كبرى الشركات.

## طرق الدفع للتجار الافتراضيين
يوفر التجار الافتراضيين العديد من الإمكانيات للعملاء من ناحية أنظمة الدفع، وأذكر منها: 
- نظام دفع القيمة المخزنة عبر الإنترنت. Online Stored Value Payment Systems

إن نظام الدفع بالقيمة المخزنة عن طريق الإنترنت يسمح للمستهلكين بالدفع عن طريق الإنترنت من خلال السحب من الرصيد في البطاقة، مثل:
- بطاقة الصراف والسحب.
- بطاقة الائتمان.
- البطاقات الذكية.
- نظام دفع الحساب التراكمي الرقمي. Digital accumulating balance payment system

تسمح للمستخدم بالدفع والتسديد كدفعات صغيرة على صفحات الويب حيث يتم تجميعها إلى نهاية فترة معينة، بحيث تمكنه من الشراء على شبكة الإنترنت.

## أمثلة على التجار الافتراضيين
ومن أشهر الناجحين في هذا المجال هو موقع بيع الكتب الشهير: أمازون، وهناك أيضا تجار افتراضيين آخرين نجحوا في هذا المجال التنافسي، منهم:
- Newegg
- Zappos
- Drugstore.com
- Buy.com
- BlueNile
- Bluefly
- eBags.com

### مقالات ذات صلة
- بيع التجزئة الإلكتروني
- نظام دفع الحساب التراكمي الرقمي